# Heinrich Christoph Kolbe
Pour les articles homonymes, voir Kolbe.
Heinrich Christoph Kolbe (Düsseldorf, 2 avril 1771 - 16 janvier 1836) est un peintre portraitiste prussien membre de l'École de Düsseldorf.

## Biographie
Kolbe est né et mort à Düsseldorf. Après ses études à l'Académie des beaux-arts de Düsseldorf, il a passé dix ans pour étudier à Paris. Il a fait partie du cercle de Friedrich Schlegel et a participé à la revue Europa. Il a ensuite travaillé dans l'atelier de François Gérard. En 1811, il est revenu à Düsseldorf, où il est devenu le portraitiste favori en Rhénanie, peignant 60 portraits dans les seules villes de Barmen et Elberfeld. À Weimar, il a notamment peint Goethe, le duc Charles-Auguste de Saxe-Weimar-Eisenach et deux fois la maîtresse de celui-ci, Karoline Jagemann. En 1822 il a été nommé professeur à l'Académie des beaux-arts de Düsseldorf, qu'il a quittée en 1832 après une longue querelle avec son nouveau directeur Friedrich Wilhelm Schadow. Il est mort à Düsseldorf en 1836 après une longue maladie.

## Galerie

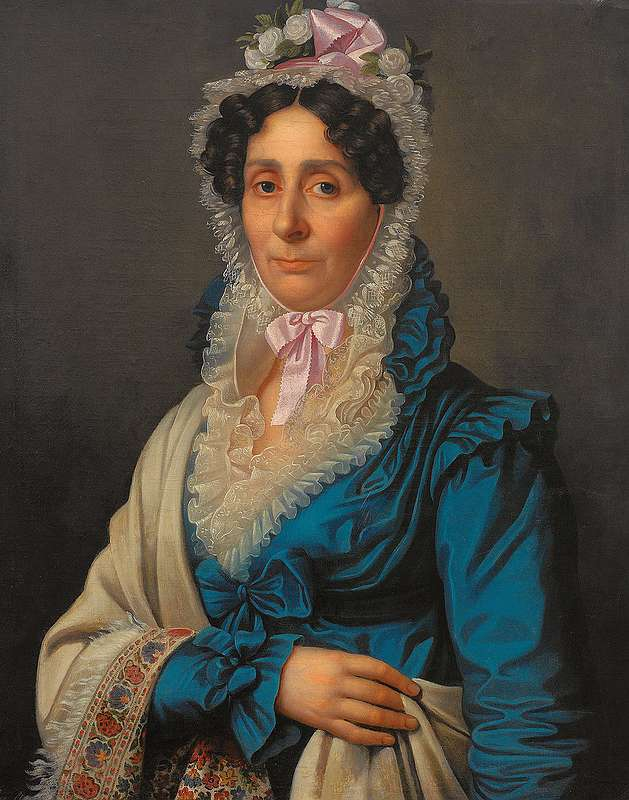
Portrait d'une dame (date inconnue)
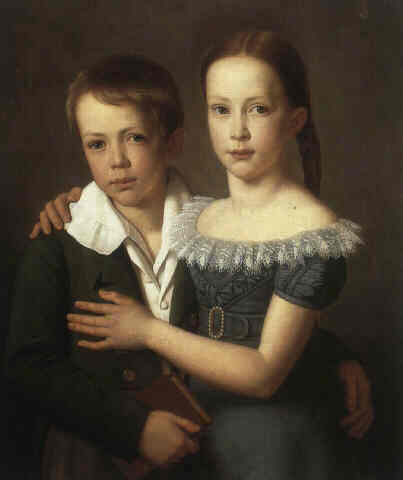
Portrait d'Alwine et Robert Uellenberg (1825)
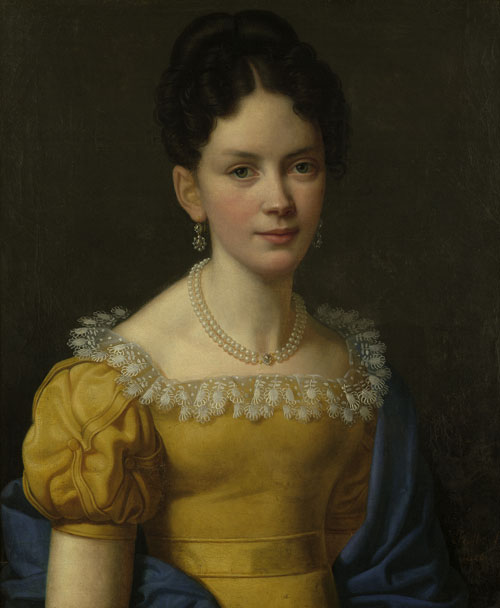
Portrait d'une jeune dame (1826)
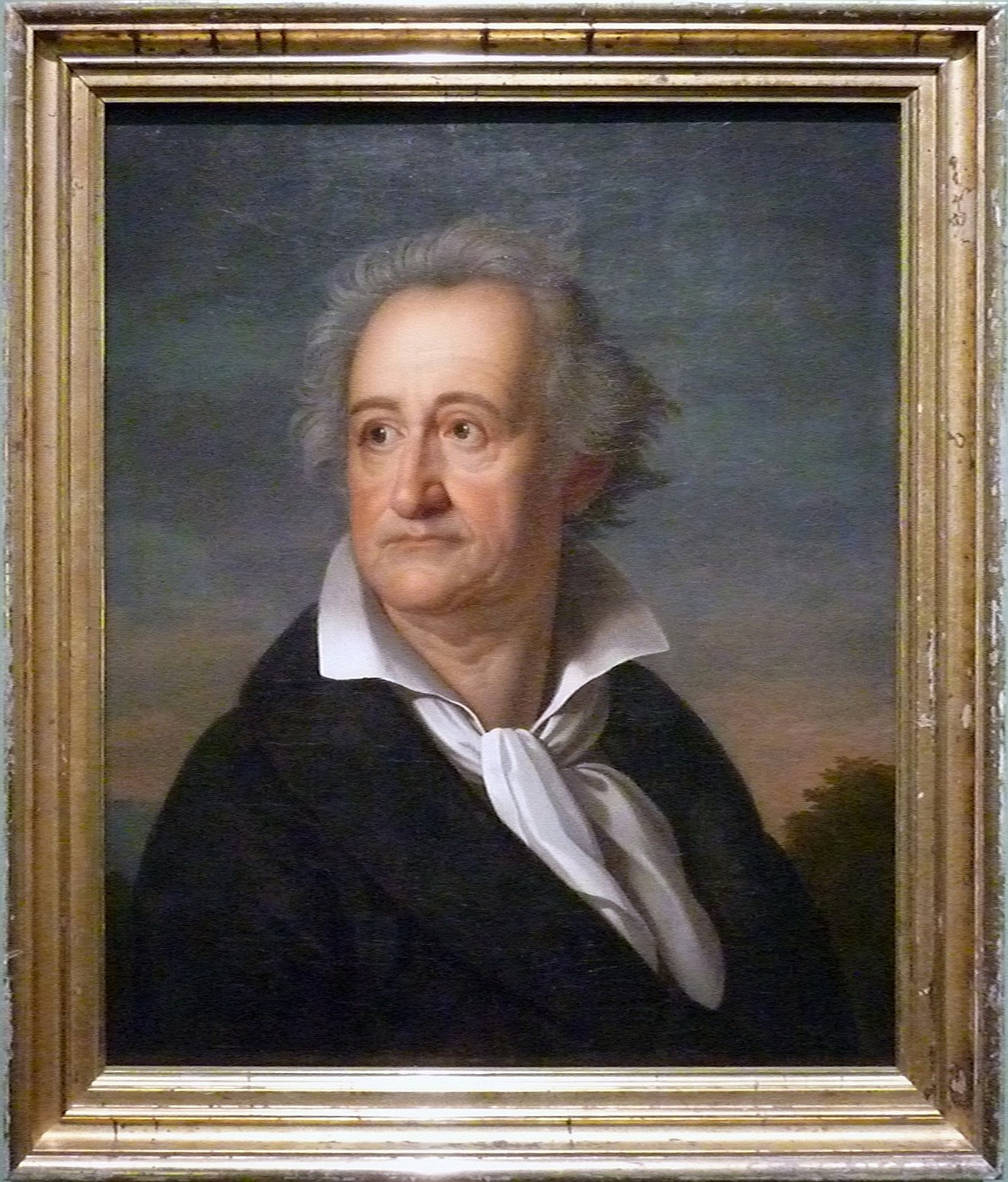
Portrait de Goethe (1826)